# Jacek Sobczak (samorządowiec)

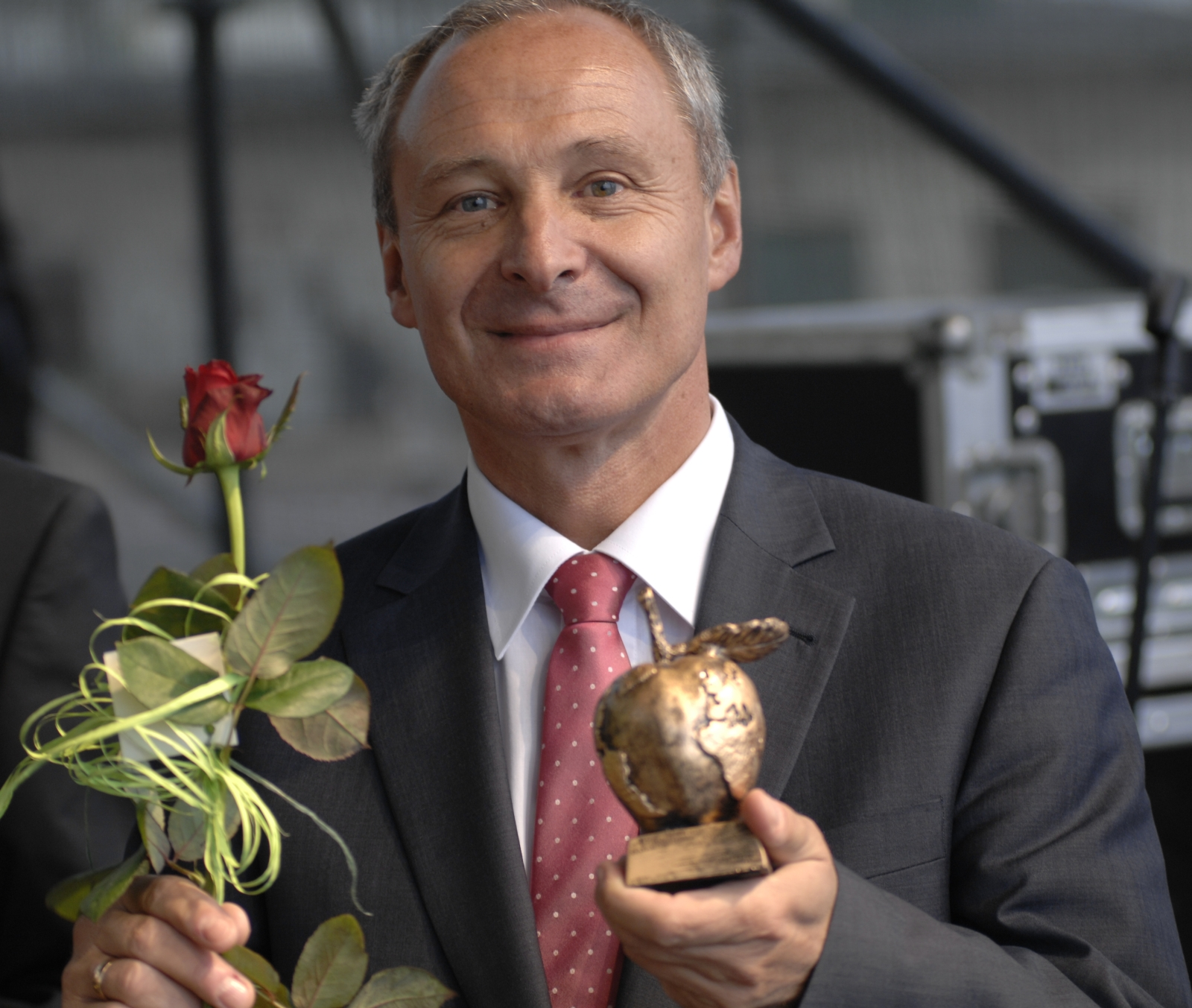
Jacek Sobczak (2010)

Jacek Zdzisław Sobczak (ur. 21 lutego 1957 w Lublinie) – polski prawnik, radca prawny, samorządowiec, w latach 2006–2010 wicemarszałek, następnie do 2014 członek zarządu województwa lubelskiego.

## Życiorys
Jest absolwentem Szkoły Podstawowej nr 6 im. Romualda Traugutta w Lublinie i I Liceum Ogólnokształcącego im. Stanisława Staszica w Lublinie. W 1980 został członkiem NSZZ „Solidarność”. Ukończył studia na Wydziale Prawa i Administracji Uniwersytetu Marii Curie-Skłodowskiej w Lublinie. Uzyskał następnie stopień doktora nauk prawnych. Podjął pracę jako adiunkt w Zakładzie Prawa Konstytucyjnego UMCS w Lublinie. Prowadzi własną kancelarię radcy prawnego, był także współwłaścicielem prywatnego przedsiębiorstwa.
Od 1994 do 2006 zasiadał w radzie miejskiej w Lublinie. W okresie od 2002 do 2003 był wiceprzewodniczącym rady. Należał do Komisji Gospodarki Komunalnej, Komisji Rozwoju Miasta, Komisji Inwentaryzacyjnej. W wyborach w 2006 z listy Platformy Obywatelskiej uzyskał mandat radnego sejmiku lubelskiego, od 1 grudnia 2006 pełnił funkcję wicemarszałka województwa lubelskiego. W 2010 po raz drugi został radnym województwa. 1 grudnia tego samego roku objął stanowisko członka zarządu województwa lubelskiego. W 2014 nie kandydował w wyborach, kończąc w tym samym roku pełnienie funkcji w zarządzie województwa.
Żonaty, ma dwoje dzieci.

## Odznaczenia
- Krzyż Kawalerski Orderu Odrodzenia Polski (2024)[4]